# 楡中県
楡中県（ゆちゅう-けん）は中華人民共和国甘粛省蘭州市に位置する県。県人民政府の所在地は城関鎮。

## 地理
楡中県は東経103度49分から104度34分、北緯35度34分から36度26分に位置し、東は定西市・会寧県・靖遠県、西は蘭州市七里河区・城関区、南は臨洮県、北は黄河を隔てて皋蘭県・白銀市に隣接する。

## 行政区画
11鎮、12郷を管轄：
- 鎮：城関鎮、夏官営鎮、高崖鎮、金崖鎮、和平鎮、甘草店鎮、青城鎮、定遠鎮、連搭鎮、新営鎮、貢井鎮
- 郷：来紫堡郷、三角城郷、銀山郷、小康営郷、馬坡郷、清水駅郷、竜泉郷、韋営郷、中連川郷、園子岔郷、上花岔郷、哈峴郷

## 交通

### 鉄道
- 中国鉄路総公司
  - 徐蘭旅客専用線

（蘭州方面）- 楡中駅 -（西安方面）
  - 隴海線

（蘭州方面）- 桑園子駅 - 駱駝巷駅 - 夏官営駅 - 許家台駅 - 王家湾駅 - 甘草店駅 - 金家村駅 -（西安方面）

### 道路
- 高速道路
  - 青蘭高速道路
  - 連霍高速道路
  - 蘭州環状高速道路
- 国道
  - G309国道
  - G312国道